# Charles-François Boudouresque
Charles-François Boudouresque né le 12 septembre 1941 à Constantine (Algérie) est un biologiste marin et phycologue français. Il a notamment travaillé sur la posidonie de Méditerranée (Posidonia oceanica).

## Éléments biographiques
Il est né le 12 septembre 1941, et effectue, dans les années 1960, des études supérieures en géologie, puis en botanique terrestre, à l'université de Marseille. Il est conduit durant ses études à se spécialiser sur les macro-algues marines. Sa thèse de doctorat d'État s'intitule : « Recherches de bionomie analytique, structurale et expérimentale sur les peuplements sciaphiles de Méditerranée  occidentale  (fraction algale) ».
Sa carrière d'enseignant et de chercheur se déroule ensuite pour l'essentiel sur le campus de Luminy, au sein de ce qui est depuis 2012 une partie de l'Université d'Aix-Marseille. Il y gravit les échelons de façon classique : assistant, maître de conférences, professeur, puis finalement professeur émérite. Il se spécialise dans la protection de l'environnement marin. Il étudie à ce titre les maladies de la posidonie de Méditerranée, et organise ainsi en 1983 un séminaire consacré à ce sujet et réunissant environ deux cents spécialistes du bassin méditerranéen, sur l'île de Porquerolles. Il est également membre des conseils scientifiques des réserves naturelles de Scandola et des Bouches de Bonifacio et président du conseil scientifique du parc national de Port-Cros,,,.
Par ailleurs, il est aussi connu pour avoir très tôt diagnostiqué l'origine de l'implantation de l'«algue tueuse» en face du musée océanographique de Monaco, son hypothèse, émise au début des années 1990 et contestée par ce musée océanographique de Monaco, n'ayant été définitivement confirmée qu'à la fin de cette décennie, en 1998, par analyse ADN,.
Il est connu dans le milieu de l'océanographie française et européenne pour être toujours accompagné de son petit yorkshire prénommé Diego.

## Publications

### Articles scientifiques
La liste exhaustive des publications sur Charles-François Boudouresque est disponible sur son site universitaire.
- Avec P. Bonhomme, D. Bonhomme, G. Cadiou, E. Charbonnel et S. Ruitton :
  - Decline of the Posidonia oceanica seagrass meadow at its lower limit in a pristine Mediterranean locality. Rapp. Comm. int. Mer Médit., n°39, page 457, 2010 Lire en ligne
  - Monitoring of the lower limit of Posidonia oceanica meadows at Port-Cros Island, Provence, Mediterranean Sea. Sci. Rep. Port-Cros natl Park, n°24, pages 87-103, 2010 Lire en ligne

### Livres
- Recherches de bionomie analytique, structurale et expérimentale sur les peuplements benthiques sciaphiles de Méditerranée occidentale (fraction algale). Université d'Aix-Marseille II, 1970, 171 p.  (ISBN 3-7682-1080-4)
- Avec Michèle Perret. Inventaire de la flore marine de Corse, Méditerranée : Rhodophyceae, Phaeophyceae, Chlorophyceae et Bryopsidophyceae, J. Cramer, 1977, 171 p.
- Posidonia Oceanica, bibliographie. Universite d'Aix-Marseille II, 1977, 191 p.
- Història natural dels països catalans : Plantes inferiors, Volumen 4. Enciclopèdia Catalana, 1985, 558 p.  (ISBN 8485194640)
- Avec Jean-Georges Harmelin et A. Jeudy de Grissac. Le benthos marin de L'Ile de Zembra, Parc National, Tunisie. GIS Posidonie, 1986, 199 p.  (ISBN 2-9055-4006-0)
- Colloque international sur Paracentrotus lividus et les oursins comestibles. GIS Posidonie, 1987, 433 p.
- A checklist of the benthic marine algae of Corsica. GIS Posidonie, 1987, 121 p.  (ISBN 2-9055-4008-7)
- Livre rouge « Gérard Vuignier » des végétaux, peuplements et paysages marins menacés de Méditerranée. PNUE, Aires Spécialement Protégées-MAP technical reports series, N°43, 1990, 250 p. Lire en ligne
- Impact de l'homme et conservation du milieu marin en méditerranée. GIS Posidonie, 1996, 243 p.
- Les espèces introduites et invasives en milieu marin. GIS Posidonie, 2005, 152 p.  (ISBN 2-9055-4029-X)
- BOUDOURESQUE C.F., 2006. Manuel de rédaction scientifique et technique. quatrième édition. Centre d'Océanographie de Marseille pub. : 1-43

### Chapitres d’ouvrages
- Charles-François Boudouresque, « Chapitre 7 : Taxonomie et phylogénie des Eucaryotes unicellulaires », dans Jean-Claude Bertrand, Pierre Caumette, Philippe Lebaron, Robert Matheron, Philipe Normand (dir.), Écologie microbienne : Microbiologie des milieux naturels anthropisés, Pau, Presses Universitaires de Pau et des Pays de l'Adour (PUPPA), 2011, xlii + 1002 (ISBN 2-35311-022-3), p. 203-260.
- (en) Charles-François Boudouresque, « Chapter 7 : Taxonomy and Phylogeny of Unicellular Eukaryotes », dans Jean-Claude Bertrand, Pierre Caumette, Philippe Lebaron, Robert Matheron, Philipe Normand et Télesphore Sime-Ngando (dir.), Environmental Microbiology : Fundamentals and Applications [« Écologie microbienne : Microbiologie des milieux naturels anthropisés »], Dordrecht, Heidelberg, New York, London, Springer, 2015, 953 p. (ISBN 978-94-017-9117-5, DOI 10.1007/978-94-017-9118-2), p. 191-257

### Article web
- Charles-François Boudouresque, « La posidonie, un miracle en Méditerranée », sur Futura-Sciences, 8 septembre 2015